# Hermann Ludwig von Jan
Hermann Ludwig von Jan, né le 22 mai 1851 à Francfort et mort le 13 octobre 1908 sur l'île de St Mary's dans l'archipel des îles Scilly en Cornouailles, est un écrivain, historien et photographe allemand, actif à Strasbourg.

## Biographie
Hermann Ludwig von Jan est né dans une famille aisée catholique de Francfort ; son père est directeur de banque. Il suit des études de philologie et d'histoire à Francfort, puis s'installe à Vienne en Autriche dans les années 1870 où il se forme à la composition musicale à l'Académie de musique et des arts du spectacle de Vienne. Il épouse à Leipzig en 1881 Bertha von Ziegler und Klipphausen, née en 1854 ; le couple s'installe la même année à Strasbourg où naît leur fils Eduard (de) le 13 novembre 1885,. 

### Historien
Hermann Ludwig von Jan figure dans les annuaires de Strasbourg comme "Schriftsteller" (écrivain) et "Privatgelehrter" ("chercheur privé"), c'est-à-dire érudit non rattaché à l’université). Il publie à partir de 1881 une trentaine d'articles consacrés à l'Alsace dans des revues d'histoire et de littérature allemandes ou strasbourgeoises (Das Magazin für die Literatur des In- und Auslandes, Wissenschaftliche Beilage der Leipziger Zeitung, Burschenschaftliche Blätter, Burschenschaftliche Blätter, Zeitschrift für die Geschichte des Oberrheines). De 1886 à 1901 il publie à Leipzig, Stuttgart et Strasbourg six ouvrages en allemand sous le nom de Hermann Ludwig, consacrés à la culture et à l'histoire de l'Alsace ; le premier, publié à Leipzig, est une biographie en 3 volumes du compositeur, théoricien et musicographe alsacien Jean-Georges Kastner (1810–1867). Deutsche Kaiser und Könige in Straßburg, publié à Strasbourg en 1889 et consacré aux différentes entrées solennelles d’empereurs et de rois germaniques à Strasbourg, se caractérise par l'absence totale d'évocation des entrées de souverains français : von Jan tend à laisser croire qu’aucun prince français n'est jamais venu dans la ville alsacienne et dévoile son patriotisme allemand. En 1890, Die letzte Huldigung des Hanauer Ländels an seinen Landesherrn (27-29. Mai 1790), publié à Strasbourg, est consacré au voyage du grand-duc de Hesse Louis Ier en mai 1790 dans la partie alsacienne de son comté de Hanau-Lichtenberg désormais sous souveraineté française,.

### Photographe
Hermann Ludwig von Jan s'intéresse à la photographie en amateur. Son activité est documentée à partir de 1900, année où il présente à l'exposition annuelle de la Gesellschaft zur Förderung der Amateurphotographie Hamburg six photographies dont un nu, et remporte le premier prix de la catégorie « Buchschmuckerei » (décoration de livres) ; il expose en mars 1901 à Groningue aux Pays-Bas, à Londres à la Royal Photographic Society à l'automne 1901 ; il adhère la même année au "Photographischer Klub Strassburg" qui lui organise une exposition. Son travail est remarqué dans plusieurs revues, notamment par George Bernard Shaw dans un article de la revue The Amateur photographer. Von Jan expose à partir de 1902 dans plusieurs villes européennes, notamment à Hambourg et à Nice en 1903.
Il se spécialise dans la photographie de nu et publie deux ouvrages en 1904 : Das lebende Modell avec Hans Hildebrand à Leipzig et Weibliche Schonheit sous son seul nom à Stuttgart.
En 1906, il organise avec le club photographique de Strasbourg une exposition de photographies du 25 mars au 30 avril à l'Alte Schloss ; il y présente deux cents photographies, dont certaines de très grand format, ce qui constitue une rétrospective de son œuvre.

### Fin de vie
Son épouse Bertha von Jan meurt en 1894 ; en août 1904, Hermann Ludwig von Jan se remarie avec une jeune Alsacienne de Lautenbachzell, Mélanie Klein, qu'il forme à la phototographie. Ils effectuent leur voyage de noces en Angleterre, découvrent l’archipel des îles Scilly à la pointe de la Cornouaille qui les enchante ; ils y retournent chaque année. Van Jan y pratique la photographie de nu en plein air.
En septembre 1908, Hermann Ludwig, qui a 57 ans, et Mélanie von Jan séjournent aux îles Scilly ; il accompagne à Londres son épouse qui présente pour la première fois deux photographies à l'exposition annuelle de la Royal Photographic Society ; elle part seule pour Munich et von Jan retourne en Cornouaille. Le 14 octobre, le corps de von Jan est découvert échoué sur la plage de Porthcressa aux côtés de sa chambre photographique. Il est enterré à St Mary's.

## Publications

### Ouvrages historiques
- (de) Johann Georg Kastner, ein elsässischer Tondichter, Theoretiker und Musikforscher, sein Werden und Wirken [J.-G. Kastner, compositeur et musicographe alsacien, sa vie et son oeuvre], Leipzig, Breitkopf und Härtel, 1886, 3 vol. (Vol. 1 en ligne), (Vol 2, partie 1 en ligne), (Vol. 2, partie 2 en ligne).
- (de) Erzählungen aus dem Wasgau, Leipzig, F. W. Grunow, 1887, VII-143 p.[11].
- (de) Strassburg vor hundert Jahren, ein Beitrag zur Kulturgeschichte, Stuttgart, E. Hauff, 1888, XII-348 p.
- (de) Deutsche Kaiser und Könige in Straßburg, Blätter aus der Geschichte der Westmark des Reichs, Strasbourg, Friedrich Bull, 1889, II-228 p. (Lire en ligne)[5].
- (de) Die letzte Huldigung des Hanauer Ländels an seinen Landesherrn (27-29. Mai 1790), ein Beitrag zur Geschichte Ludwigs (X.) I. von Hessen-Darmstadt und der hessischen Besitzungen im Elsass, zeitgenössische Schilderung, Strasbourg, C. F. Schmidt, 1890, 32 p.
- (de) Das Elsass zur Karolingerzeit. Nachweise zur Ortskunde und Geschichte des Besitzes der reichslaendischen Vorzeit, Freiburg, Mohr J. C. B, 1892, 56 p.

### Romans historiques
- Kallista. Frei bearbeitet von Hermann Ludwig v. Jan ; nach dem Englischen ... J. H. Newman, Strasbourg, F. X. Le Roux (coll. « Volks- und Familienbücherei », no  2), 1898 : traduction et adaptation du roman Callista du  théologien catholique anglais John Henry Newman publié en 1855.
- Kindlicher Opfermut. Les Enfants des Vosges. Erlebnisse eines Elsässers während der Schreckenszeit (1793), nach dem französischen des Coiffier de Moret frei bearbeitet von Hermann Ludwig v. Jan, Strasbourg, F. X. Le Roux (coll. « Volks- und Familienbücherei », no  4), 1901, illustré par Henry Ganier-Tanconville : traduction et adaptation du roman les Enfants des Vosges de Simon de Coiffier de Moret, Paris, 1799[12].

### Livres de photographie
- Charles Klary (dir.) (préf. Jane de La Vaudère), La photographie du nu, 1902, 56-38 p. (lire en ligne) : 4 photographies de von Jan y sont publiées[4].
- (de) avec Hans Hildenbrand : Das lebende Modell : Zwanzig malerische Aktstudien, préface de Bruno Meyer, Leipzig, A. Schumanns Verlag, 1904, 2 vol. de 24 f. chacun, en grand format (40 x 30 cm) : 33 photographies de von Jan, 7 de Hildenbrand.
- (de) Weibliche Schönheit : Kritische Betrachtungen über die Darstellung des Nackten in Malerei und Photographie, textes de Bruno Mayer et Ludwig Schrank, Stuttgart, Kunstverlag von Klemm & Beckmann, 1904, X-228 p. 
  - (de) réédition en 1905 en 2 vol.
  - édition française : La grâce féminine. Ouvrage artistique illustré par le nu photographique. Reproductions nouvelles en couleurs d'après les clichés de H. L. v. Jan, texte de Bruno Meyer, Librairie d'art technique, 1911, 1 vol. de 20 fascicules reliés, [2]-319 p. ; a paru de manière bimensuelle en 20 fascicules du 8 juin 1904 (n° 1) au 25 mars 1905 (n° 20).
- (de) Die Schönheit des menschlichen Körpers, Stuttgart, Kunstverlag von Klemm & Beckmann, 1905, IV-152 p. : 100 photographies de B. Arthur, Frédéric Boissonnas, C. de Clugny, A. Cominetti, C. O. Freytag, Ewald Hase, Hans Hildenbrand, Hermann Ludwig von Jan, René Le Bègue, A. Lemoine, Guglielmo Plüschow, Otto Schmidt, A. Scheinder et J. Williams ; textes d'Eduard Daelen, Gustav Fritsch et Bruno Meyer.